# Jardim Ângela
Jardim Ângela é um distrito da zona sul do município de São Paulo, no estado de São Paulo, no Brasil. Fica às margens da Represa de Guarapiranga, na sua margem norte. Juntamente com o Jardim São Luís, conforma a região da cidade conhecida como M'Boi Mirim.

## História
Os distritos de Jardim São Luís e Jardim Ângela faziam parte anteriormente do Capão Redondo; com o novo plano diretor da cidade na gestão Marta Suplicy, ambos os bairros ganharam certa autonomia e uma subprefeitura (a Subprefeitura de M'Boi Mirim).
O Jardim Ângela surgiu a partir de um loteamento clandestino feito nos primeiros anos da década de 1960. O distrito é um aglomerado de 74 pequenos bairros irregulares situados em área de manancial, à beira da Represa de Guarapiranga, na zona sul. A Estrada do M'Boi Mirim (do tupi “cobra pequena”) é a grande via de acesso desses bairros para a cidade. Até o início do terceiro milênio, o índice de cidadania era zero, segundo o Ministério Público. No ano de 1996, o Jardim Ângela foi considerado o bairro mais violento do planeta Terra.
Na contramão disso tudo, a sociedade vem se organizando no Jardim Ângela, tentando tirar as crianças e os jovens das ruas. Lentos resultados vêm aparecendo no decorrer dos anos.
Em 2019 foi anunciado pelo governador João Doria a intenção de estender o ramal da Linha 5–Lilás até o bairro.
Atualmente, o bairro vem atraindo grandes empresas, como os bancos Bradesco, Caixa Econômica Federal e o Centro de Ensino Fisk. É classificado pelo CRECI como "Zona de Valor E", assim como outros distritos da capital: Campo Limpo, Brasilândia e Itaim Paulista.

## Transportes
O distrito conta com um terminal de ônibus e uma base operacional que tem linhas para vários destinos da cidade.

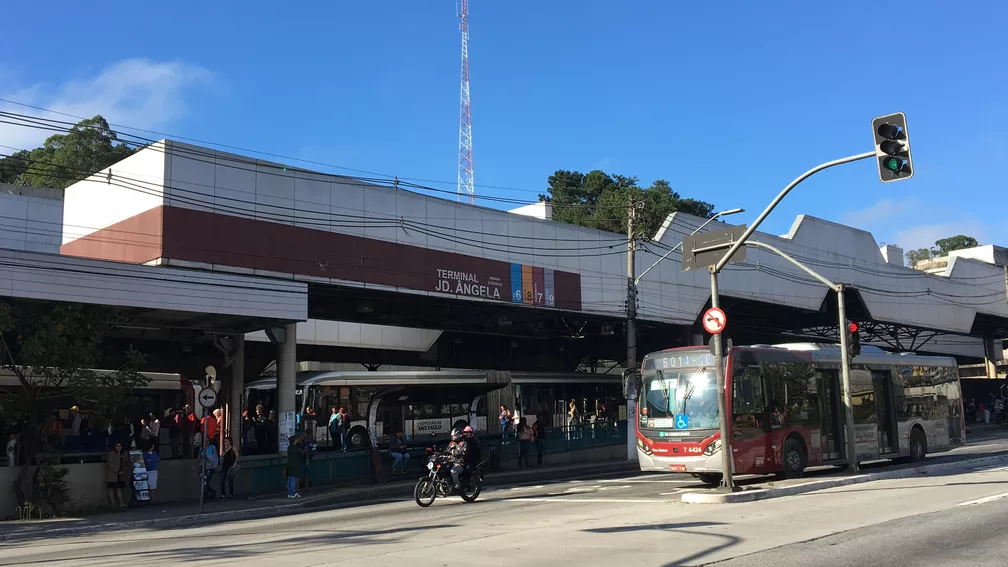
Terminal Jardim Ângela

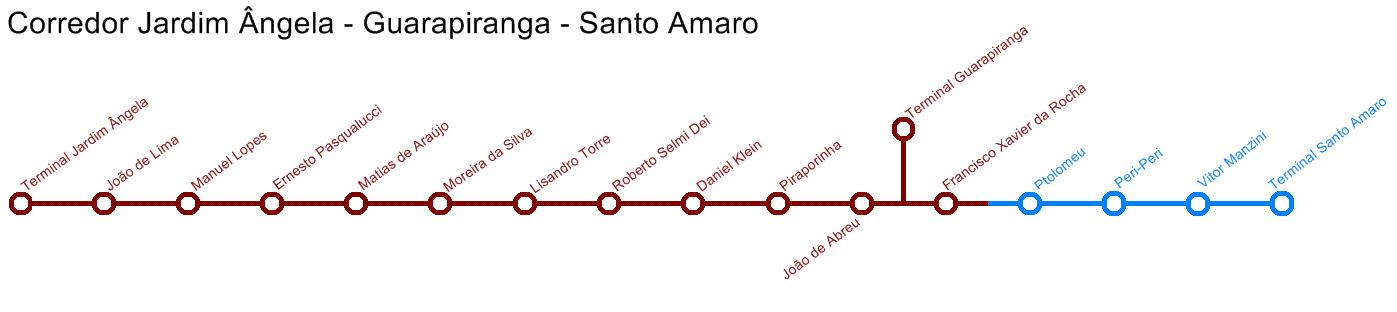
Corredor Santo Amaro - Guarapiranga - Jardim Ângela

Além disso, há o Corredor Jardim Ângela - Guarapiranga - Santo Amaro que é um corredor de transporte coletivo. Inaugurado em 2004, sua extensão é de 8 km. Segue no sentido bairro/centro pela Avenida Vitor Manzini, Avenida Guarapiranga e Estrada do M'Boi Mirim, ligando Santo Amaro aos distritos de Socorro, Jardim São Luís e Jardim Ângela.
Existem planos para levar o metrô até o distrito. Em junho de 2024, o governador Tarcísio de Freitas assinou contrato para a expansão da Linha 5–Lilás no trecho sul, que inclui a construção de duas estações no Jardim Ângela. A expectativa era que as obras na região tivessem início no começo de 2025. No entanto, até julho do mesmo ano, nada havia saído do papel.

## Demografia
Evolução demográfica do distrito do Jardim Ângela

## Bairros

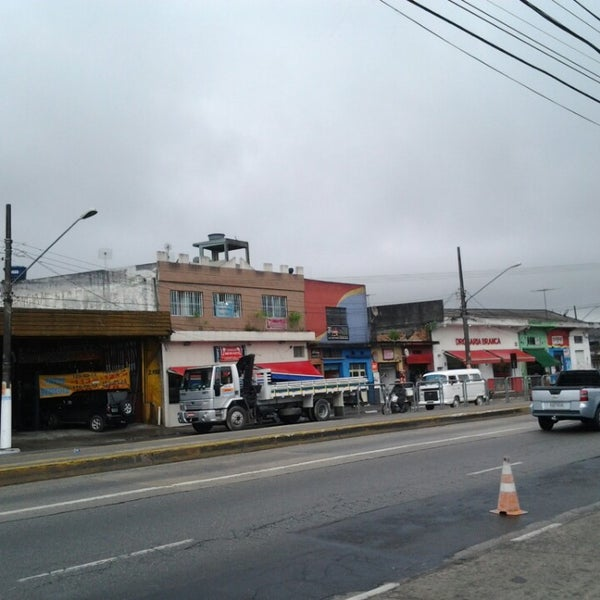
Vila Remo

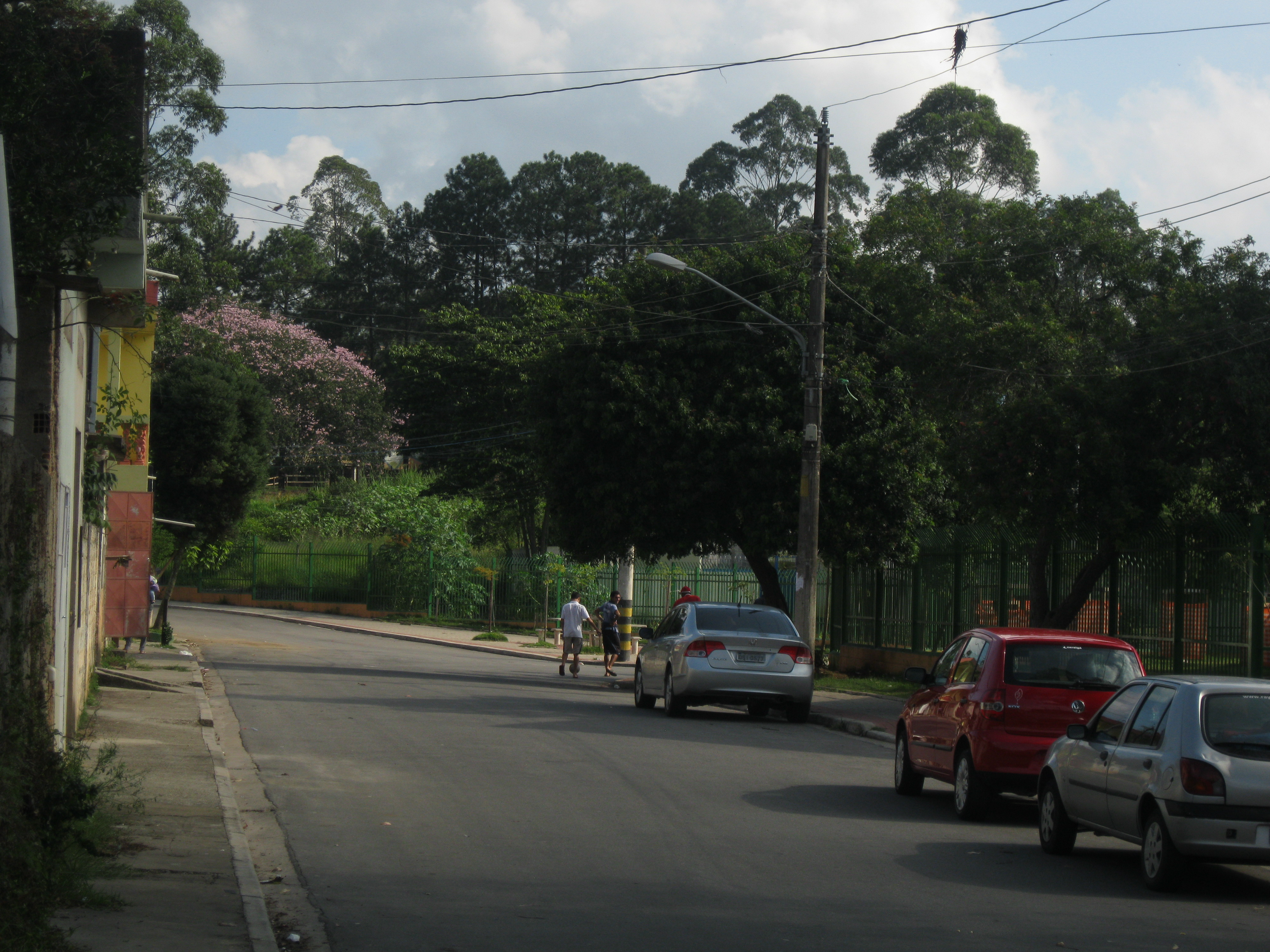
Vila Gilda

- Alto da Baronesa
- Alto da Riviera
- Balneário Dom Carlos
- Baronesa
- Chácara Bandeirantes
- Chácara Flórida
- Chácara Santa Maria
- Chácara Sonho Azul
- Cidade Ipava
- Cumbica
- Estância MirimVila Remo
- Estância Tangará
- Jardim Ângela
- Jardim Aracati
- Jardim Boa Esperança
- Jardim Caiçara
- Jardim Capela
- Jardim Clara Regina
- Jardim Coimbra Vila Gilda
- Jardim Copacabana
- Jardim das Flores
- Jardim Europa
- Jardim Fraternidade
- Jardim Fujihara
- Jardim Guarujá
- Jardim Gustavo
- Jardim Herculano
- Jardim Horizonte Azul
- Jardim Imbé
- Jardim Kagohara
- Jardim Maria Emília
- Jardim Mariane
- Jardim Nakamura
- Jardim Planalto
- Jardim Ranieri
- Jardim Recreio
- Jardim Remo
- Jardim dos Reis
- Jardim Rio Douro
- Jardim Rosa Maria
- Jardim Santa Margarida
- Jardim Santa Zélia
- Jardim São João
- Jardim São José
- Jardim São Lourenço
- Jardim São Manuel
- Jardim Solange
- Jardim Sônia Regina
- Jardim Tamoio
- Jardim Tupi
- Jardim Turquesa
- Jardim União
- Jardim Vale Verde
- Jardim Vera Cruz
- Jardim Wanda
- Loteamento Vila do Sol
- M’Boi Mirim
- Miaimi Paulista
- Morro do Índio
- Parque Bologne
- Parque Boulogne
- Parque Cristina
- Parque das Cerejeiras
- Parque do Lago
- Parque Lago
- Parque Maria Alice
- Parque Novo Santo Amaro
- Parque Santa Barbara
- Parque Santo Amaro
- Parque Santo Antônio
- Parque Santo Edwiges
- Parque Universitário Espírita
- Sapato Branco
- Vila Bom Jardim
- Jardim Caiçara
- Vila Calu
- Vila Damasceno
- Vila Dom José
- Vila Dona Meta
- Vila Gilda
- Vila Jaci
- Vila Nagibe
- Vila Remo
- Vila Santa Lúcia
- Vila São Judas
- Vila do Sol